# Ahmad Isma'il 'Ali
Aḥmad Ismāʿīl ʿAlī (in arabo أحمد إسماعيل علي‎?); Il Cairo, 14 ottobre 1917 – Londra, 25 dicembre 1974) è stato un generale egiziano.
Frequentò l'Accademia Militare Egiziana, diplomandosi nel 1938, fu compagno di corso di Gamal Abd el-Nasser e di Anwar al-Sādāt.
Aḥmad Ismāʿīl ʿAlī partecipò con gli Alleati nel Deserto occidentale egiziano alla seconda guerra mondiale, fu poi comandante di Brigata nel corso della Guerra arabo-israeliana del 1948 e, dopo aver seguito dei corsi di addestramento militare nel Regno Unito, combatté contro le forze anglo-francesi-israeliane durante la Crisi di Suez.

Nel 1967 fu nominato generale di divisione e come tale prese parte nel 1967 alla guerra dei sei giorni.

Nel marzo del 1969 divenne per breve tempo capo di stato maggiore, dovendosi però quasi subito dimettere, a settembre, su richiesta dello stesso Presidente Nasser a causa dell'incapacità delle forze armate egiziane di metter freno ai raid israeliani.

Anwar al-Sādāt, succeduto a Nasser, lo nominò già nel settembre del 1970 responsabile dell'Apparato d'Informazioni Generali (Gihāz al-Mukhābarāt al-ʿĀmma): compito che assolse fino al 1972. Fu infine nominato comandante in capo delle forze armate egiziane e ministro della Guerra nel corso della Guerra di Ramadan (chiamata per lo più, fuori del mondo arabo, Guerra del Kippur). È noto per essere stato l'artefice del piano strategico d'attacco finalizzato all'attraversamento del Canale di Suez e dello scavalcamento della linea fortificata israeliana nota come Linea Bar-Lev (la cosiddetta "Operazione Badr"), effettivamente realizzati il 6 ottobre 1973.
Nell'ottobre del 1972, Aḥmad Ismāʿīl aveva accompagnato il Primo ministro ʿAzīz Sidqī in visita a Mosca e al suo ritorno fece fallire un colpo di Stato contro il Presidente. Quello stesso mese, rimpiazzò il generale anti-sovietico Muhammad Sadiq come ministro della Guerra e comandante in capo, ricevendo nel novembre del 1973 la promozione a Feldmaresciallo (mushīr).

## Morte
Aḥmad Ismāʿīl ʿAlī morì il 25 dicembre 1974, a seguito di un cancro in stato avanzato. Al momento della morte aveva appena 57 anni.